# トリスタン・ド・ヴィアー・コール
トリスタン・ジョン・ド・ヴィアー・コール（Tristan John de Vere Cole、1935年3月16日 - ）は、イギリスの元テレビディレクター・映画監督である。

## 生涯
コールは、画家オーガスタス・ジョンの最後に生き残った隠し子であると考えられている。母のメイヴィス・コール(Mavis Cole)は、1928年にカフェ・ロイヤルでジョンと出会い、彼の絵のモデルになった。1931年に、様々な悪戯を仕掛けたことで知られるホレス・ド・ヴィアー・コールと結婚し、翌年にジョンの愛人になった。1935年3月16日にトリスタンが生まれ、その約1年後の1936年2月25日にホレスが死去した。
コールは生後18か月からフォーディングブリッジのフライアーン・コートのジョンの家で育てられ、当初は母親が、後にドレリア・マクニールが養育した。
コールは13歳から16歳までの3年間、タヴィストックのケリー・カレッジで教育を受け、1951年からダートマスの海軍兵学校で海軍士官となるための教育を受けた。コールは1953年から1960年までイギリス海軍の士官を務めた。海軍を除隊した後、コールは劇団ブリストル・オールド・ヴィックで舞台監督補佐兼俳優として働き、その後、BBCテレビジョンに入社した。

## 私生活
1962年にダイアナ・クロスビー・クック(Diana Crosby Cook)と結婚した。ダイアナとの間には1966年に生まれたカシアン・ド・ヴィアー・コール(Cassian de Vere Cole)という息子がおり、ロンドンの美術商となった。
1993年、コールは弁護士のプルーデンス・マードック(Prudence Murdoch)と出会い、2人はニューベリーの近くに家を構えた。プルーデンスは前の夫との間に3人の子供がいた。2000年に結婚し、2010年に死別した。
現在はパートナーのアン・ストウ(Anne Stow)とともにサットン・スコトニーに住んでいる。アン・ストウは元首相ネヴィル・チェンバレンの孫であり、チェンバレンの妻は父ホレスの妹である。

## 作品

### テレビディレクターとして
- Zカーズ（英語版）（1968年のエピソード）[7]
- ドクター・フー（1968年）[8]
- テイク・スリー・ガールズ（英語版）（1969年）
- エマーデール・ファーム（英語版）（1972–1973年）
- トリニティ・テイルズ（英語版）（1975年）
- エンジェルズ（英語版）（1976年）
- サバイバーズ（英語版）（1977年のエピソード）[9]
- シークレット・アーミー（英語版）（1979年）
- ジュリエット・ブラヴォー（1980年）
- ザ・スポイル・オブ・ウォー（英語版）（1981年）
- ハワーズ・ウェイ（英語版）（1985–1988年）
- ロックリフ・フォリー（英語版）（1988年）
- ベルジュラック（英語版）（1988–1992年）
- トレーナー（1992年）

### 映画監督として
- オライオンズ・ベルト（英語版）（1985年）
- ディケット（英語版）（1990年）

### 著書
- Roderic Owen, Tristan de Vere Cole, Beautiful and beloved: the life of Mavis de Vere Cole (Hutchinson, 1974)